# Nyiredy Maurus
Nyiredy Maurus (Budapest, 1937. május 20. –) bencés szerzetes, teológiai doktor.

## Életútja
Nyiredy Maurus (eredeti nevén Nyiredy István) Budapesten született. Édesapja, az unitárus családból származó Nyiredy István állatorvos nem sokkal a második világháború után, akkor tért át a katolikus hitre, amikor felesége egy súlyos betegségből felépült. Maurus az általános iskola negyedik osztályát az 1945-ben alapított ciszterci elemi iskolában végezte, majd ugyanabban az épületben lett első gimnazista, ami akkor már ötödik általános volt. Az egyházi iskolák 1948-as államosítása után a Váli utcai iskolában folytatta tanulmányait, majd ismét abban a gimnáziumban, amely akkor már József Attila Gimnázium lett. 
A papságra készülve 1955-ben kezdte meg teológiai tanulmányait a Hittudományi Akadémián. 1959-ben több társával együtt eltávolítottak a szemináriumból, mert megtagadták, hogy eljárjanak a békegyűlésekre. A következő évben hat társával együtt titokban szentelte pappá Zadravecz István püspök. Ezt követően segédmunkásként dolgozott az Állami Nyomdában, majd betűszedő-tanuló lett a Révai Nyomdában, végül korrektorként és géptermi revizorként dolgozott az Akadémiai Nyomdában. Sokáig titokban gyakorolta papi hivatását: vidéken misézett, prédikált, gyóntatott és keresztelt. A működési engedélyét csak 1972-ben kapta meg. Ezt követően Máriaremetén segédkezett. Először hivatalosan a pesti Váci utcában, az angolkisasszonyok templomában lett káplán, majd két év múlva a zuglói Kassai téri plébánián. Jó barátja, a Csobánkán plébános Kapcsándy Zsigmond hatására döntött úgy, hogy bencés szerzetes lesz. Szerzetességét 1978. október 5-én, Pannonhalmán kezdte meg. A noviciátusa alatt írta meg doktori disszertációját, mert megkövetelték, hogy egy pannonhalmi teológusnak legyen doktorátusa. A rendi főiskolán tanított teológiát, dogmatikát, lelkipásztorkodást, hitoktatást, s egy ideig a budapesti levelező teológián dogmatikát. Közben a pannonhalmi bencés gimnáziumban hittanár, osztályfőnök és nevelőtanár is volt.
Várszegi Asztrik főapát a kilencvenes évek elején Rév-Komáromba (akkor még Csehszlovákia) küldte, hogy próbálja meg ott a magyar bencés életet felújítani. 1995-ben neveztek ki Győrszentivánba plébánosnak, majd tíz évvel később átkerült Budára kápolnaigazgatónak és házfőnöknek. 2009-ben Tihanyba helyezték át, ahol 2018-ig alperjelként, a mai napig pedig plébánoshelyettesként teljesít szolgálatot, de ő a balatonfüredi Kerektemplom igazgatója is.

## Művei
- Miről is beszélgessünk jegyesekkel? Bencés Kiadó, Pannonhalma, 1998
- „A szikla pedig Krisztus volt…” – Vasárnapról vasárnapra Szent Máté evangéliumával. Tihanyi Bencés Apátság, Balatonfűzfő, 2013
- Égi és földi szerelem egy bencés szerzetes szemével. Tihanyi Bencés Apátság, Balatonfűzfő, 2013
- „Miért keresitek az élőt a holtak között?” Tihanyi Bencés Apátság, Balatonfűzfő, 2013
- Erő a magasból (olvasókönyv bérmálkozóknak). Tihanyi Bencés Apátság, Balatonfűzfő, 2014
- Cseppben a tenger… Tihanyi Bencés Apátság, Balatonfűzfő, 2015
- Amit az Ószövetség Jézusból láttat… Tihanyi Bencés Apátság, Balatonfűzfő, 2016

## Fordításai
- Theodor Bovet: Így tudtad te is? – Felvilágosítás fiúknak, lányoknak, 15 éves kortól. OMC, Bécs, 1985
- Gertrud Rességiuer (szerk): Az első szeretet – Boldog papok vallanak. Bencés Kiadó, Pannonhalma, 1992
- Regula egy új testvér számára. Bencés Kiadó, Pannonhalma, 1994
- Wunibald Müller: Gyász idején. Bencés Kiadó, Pannonhalma, 1995